# سرزنز
سرزنز (به لاتین: Sarzens) یک بخش‌های سوئیس و بخش و منطقه مسکونی در سوئیس است که در کانتون وو واقع شده‌است. سرزنز ۵۰ نفر جمعیت دارد.